# Isabel Benjumea
Isabel Benjumea (ur. 5 września 1982 w Madrycie) – hiszpańska polityk i przedsiębiorca, posłanka do Parlamentu Europejskiego IX i X kadencji.

## Życiorys
Studiowała prawo i stosunki międzynarodowe na Universidad Pontificia Comillas w Madrycie. Kształciła się też m.in. na Georgetown University. Pracowała jako konsultantka w World Bank Institute w ramach Banku Światowego w Waszyngtonie. W 2009 wróciła do Hiszpanii, dołączając do  FAES, think tanku współpracującego z Partią Ludową. W 2011 założyła własne przedsiębiorstwo Greatness, zajmujące się promocją hiszpańskiej turystyki i dziedzictwa kulturalnego. W 2015 została sekretarzem generalnym think tanku Red Floridablanca. W 2018 Pablo Casado Blanco, przewodniczący Partii Ludowej, powierzył jej funkcję zastępczyni dyrektora swojego gabinetu.
W wyborach w 2019 z ramienia PP uzyskała mandat eurodeputowanej IX kadencji. Z powodzeniem ubiegała się o reelekcję w 2024.